# Nick Weatherspoon
Nick Levoter Weatherspoon (Greenwood, 20 luglio 1950 – Canton, 17 ottobre 2008) è stato un cestista statunitense, professionista nella NBA.

## Carriera
Venne selezionato dai Capital Bullets al primo giro del Draft NBA 1973 (13ª scelta assoluta).

## Statistiche

### NBA

#### Regular season
| Anno      | Squadra            | PG  | PT | MP   | TC%  | 3P% | TL%  | RP  | AP  | PRP | SP  | PP   |
| --------- | ------------------ | --- | -- | ---- | ---- | --- | ---- | --- | --- | --- | --- | ---- |
| 1973-1974 | Capital Bullets    | 65  | -  | 18,7 | 41,2 | -   | 69,1 | 6,1 | 0,6 | 0,7 | 0,2 | 7,6  |
| 1974-1975 | Washington Bullets | 82  | -  | 16,4 | 45,6 | -   | 74,6 | 4,2 | 0,6 | 0,8 | 0,3 | 7,2  |
| 1975-1976 | Washington Bullets | 64  | -  | 16,9 | 47,6 | -   | 70,1 | 4,3 | 0,9 | 0,7 | 0,3 | 8,3  |
| 1976-1977 | Washington Bullets | 11  | -  | 13,8 | 35,5 | -   | 62,5 | 2,2 | 0,2 | 0,3 | 0,5 | 5,4  |
| 1976-1977 | Seattle S.Sonics   | 51  | -  | 29,5 | 46,1 | -   | 63,2 | 7,9 | 1,0 | 1,0 | 0,5 | 12,8 |
| 1977-1978 | Chicago Bulls      | 41  | -  | 14,9 | 44,3 | -   | 88,1 | 3,0 | 0,8 | 0,5 | 0,2 | 5,1  |
| 1978-1979 | San Diego Clippers | 82  | -  | 32,2 | 48,0 | -   | 73,9 | 5,5 | 1,6 | 1,0 | 0,5 | 13,8 |
| 1979-1980 | San Diego Clippers | 57  | -  | 19,7 | 43,4 | -   | 69,2 | 3,6 | 0,9 | 0,6 | 0,3 | 6,9  |
| Carriera  | Carriera           | 453 | -  | 21,4 | 45,5 | -   | 71,3 | 4,9 | 0,9 | 0,8 | 0,3 | 9,0  |

#### Play-off
| Anno     | Squadra            | PG | PT | MP   | TC%  | 3P% | TL%  | RP  | AP  | PRP | SP  | PP   |
| -------- | ------------------ | -- | -- | ---- | ---- | --- | ---- | --- | --- | --- | --- | ---- |
| 1974     | Capital Bullets    | 7  | -  | 12,4 | 47,4 | -   | 40,0 | 3,9 | 0,0 | 0,3 | 0,3 | 2,9  |
| 1975     | Washington Bullets | 17 | -  | 23,8 | 51,5 | -   | 81,4 | 4,8 | 0,9 | 0,8 | 0,1 | 10,3 |
| 1976     | Washington Bullets | 7  | -  | 32,0 | 45,0 | -   | 56,0 | 6,0 | 1,4 | 0,3 | 0,6 | 12,3 |
| Carriera | Carriera           | 31 | -  | 23,1 | 48,9 | -   | 69,9 | 4,8 | 0,8 | 0,6 | 0,3 | 9,1  |

## Palmarès
- NBA All-Rookie First Team (1974)